# Amblyolpium novaeguineae
Espèce
Amblyolpium novaeguineae est une espèce de pseudoscorpions de la famille des Garypinidae.

## Distribution
Cette espèce est endémique de la province de Morobe en Papouasie-Nouvelle-Guinée. Elle se rencontre vers Bulolo.

## Description
Amblyolpium novaeguineae mesure de 2 à 2,3 mm.

## Étymologie
Son nom d'espèce lui a été donné en référence au lieu de sa découverte, la Nouvelle-Guinée.

## Publication originale
- Beier, 1971 : Pseudoskorpione unter Araucarien-Rinde in Neu-Guinea. Annalen des Naturhistorischen Museums in Wien, vol. 75, p. 367-373 (texte intégral).